# Cees Renckens
Cornelis Nicolaas Maria (Cees) Renckens (Hoorn, 29 mei 1946) is een Nederlands gepensioneerd gynaecoloog, voorheen werkzaam in het Westfriesgasthuis. Van 1988 tot 2011 is hij voorzitter geweest van de Vereniging tegen de Kwakzalverij (VtdK), die sedert haar oprichting in 1881 actief strijdt tegen alle geneeswijzen die niet door wetenschappelijk bewijs worden ondersteund. Renckens is de auteur van verschillende boeken over alternatieve geneeswijzen, pseudowetenschap en kwakzalverij.

## Levensloop

### Opleiding en loopbaan
Renckens werd kort na de Tweede Wereldoorlog geboren te Hoorn.:86 Hij studeerde geneeskunde aan de Rijksuniversiteit Groningen van 1963 tot 1971. Hij werd arts-assistent chirurgie en gynaecologie in het rooms-katholiek St. Josefziekenhuis in Heemskerk, en volgde in Amsterdam de Nationale Tropencursus voor Artsen.:86 Hij werkte als tropenarts in de stad Ndola in Zambia van 1973 tot 1975, als alternatief op de dienstplicht. Renckens beschrijft deze jaren als erg leerrijk, waarin hij ervoer dat de geneeskunde universeel toepasbaar is, ongeacht tijd, plaats en mensen. Anderzijds kwam hij voor het eerst in aanraking met witch doctors, wier bijgelovige praktijken hij interessant, maar onzinnig en verwerpelijk vond.:86–87
Terug in Nederland werd hij arts-assistent pathologische anatomie aan de Vrije Universiteit te Amsterdam, en specialiseerde zich vervolgens tot gynaecoloog in het Wilhelmina Gasthuis te Amsterdam en het Elisabeth Gasthuis te Haarlem. Daarbinnen heeft hij onvruchtbaarheid en endoscopische chirurgie als speciale aandachtsgebieden.:87
In 1980 werd hij ingeschreven in het specialistenregister (MSRC), en werd gynaecoloog bij het Westfries Gasthuis te Hoorn.:87 In mei 2011 legde hij zijn praktijk neer na het bereiken van de 65-jarige leeftijd.

### Weerstand tegen kwakzalverij
Renckens' afkeer van alternatieve geneeswijzen bracht hem er in 1980 toe lid te worden van de Vereniging tegen de Kwakzalverij. Van 1988 tot 2011 was hij er voorzitter. In 1991 bood het VtdK-bestuur Wim de Bie van het komisch televisieduo Van Kooten en De Bie een erelidmaatschap van de vereniging aan voor de personificatie van "Berendien uut Wisp", een fictieve kwakzalver die allerlei dubieuze kruidenmiddeltjes aanprees zonder enige expertise, een duidelijke pastiche van het "kruidenvrouwtje" Klazien uit Zalk, een omstreden televisiepersoonlijkheid. In plaats van het erelidmaatschap te aanvaarden, nodigden Van Kooten en De Bie Renckens uit om zich in hun wekelijkse satirische programma Keek op de week te laten interviewen, waarbij hij uitlegde dat hij een (fictieve) klacht indiende tegen Berendien en serieuze argumenten gaf voor het ageren tegen kwakzalverij. Door dit optreden op 1 december 1991 werd Renckens landelijk bekend en de Vereniging tegen de Kwakzalverij herwon haar relevantie in de ogen van de samenleving.:89–90 Renckens werd bekend om zijn scherpe commentaren en onder zijn leiding groeide het ledental van de vereniging van ongeveer 300 tot ruim 2000.:88, 96
Op 12 oktober 2004 promoveerde hij aan de Universiteit van Amsterdam tot doctor in de medische wetenschappen met het proefschrift 'Dwaalwegen in de geneeskunde'. Promotores waren prof. dr. O. P. Bleker, prof. dr. F.S.A.M. van Dam en de leden van de promotiecommissie waren dr. E. Borst-Eilers, prof. dr. P. Borst, prof. dr. J. van Heerden, prof. dr. J.Hoogstraten, prof. dr. E. Schadé en prof. dr. F. van der Veen. Van zijn proefschrift verscheen een handelseditie bij Bert Bakker.
Op 8 oktober 2011 kondigde Renckens zijn afscheid als voorzitter van de Vereniging tegen de Kwakzalverij aan. Renckens is 23 jaar voorzitter van deze vereniging geweest. Bij zijn aftreden werd hij benoemd tot erevoorzitter van de Vereniging en publiceerde Bas van Lier een geschiedenis van de VtdK in 16 voorzittersportretten (zie referentie 1).Hij werd opgevolgd door Catherine de Jong.

## Lof en kritiek
Emeritus hoogleraar klinische biochemie Piet Borst is van mening dat Renckens, voor zijn compromisloze en volhardende bestrijding van onwetenschappelijke vormen van zorg door artsen, respect en lof verdient.

Vanwege zijn harde stellingname tegen vermeende kwakzalvers bestaat er kritiek uit kringen van andersdenkenden op zijn publicaties. Vanuit de alternatieve geneeswijzensector kwam commentaar op het proefschrift van Renckens.

## Onderscheidingen
Op 12 december 2002 werd aan Cees Renckens de Hector Treub-prijs 2002 toegekend. Deze prijs wordt iedere twee tot vier jaar uitgereikt aan mensen met een belangrijke maatschappelijke verdienste in de gezondheidszorg, in het bijzonder op het gebied van de verloskunde en gynaecologie.
Wegens zijn 'niet-aflatende strijd in woord en geschrift tegen de kwakzalverij' ontving Renckens op 28 april 2006 de benoeming tot Ridder in de Orde van Oranje-Nassau.